# Тімченко Максим Вікторович
Максим Тімченко (також пишеться як Maxim Timchenko та Maksym Timchenko; українською: Максим Вікторович Тімченко; нар. 12 серпня 1975, Новоселиці, Новгородська область) — генеральний директор ДТЕК. Він очолює компанію з моменту її заснування у 2005 році. Максим Тімченко є членом спільноти Electricity Governors, яка об’єднує бізнес-лідерів та партнерські організації у рамках Всесвітнього економічного форуму.
Член Ради з питань підтримки підприємництва — консультативно-дорадчого органу при Президентові України (з 27 червня 2025).

## Освіта
Тімченко закінчив з відзнакою закінчив Донецьку державну академію управління за спеціальністю «Управління виробництвом». Свою освіту він продовжив в Університеті Манчестера, де здобув диплом з відзнакою та ступінь бакалавра мистецтв з економічних та соціальних наук.
У 2011 році він успішно завершив спільну програму Executive Development Programme — Energy of a Leader, яку проводили Академія ДТЕК та Лондонська школа бізнесу. Він є членом Асоціації присяжних сертифікованих бухгалтерів (ACCA).

## Кар'єра
Максим Тімченко розпочав свою кар'єру у 1999 році в компанії PricewaterhouseCoopers, де пройшов шлях від консультанта до провідного аудитора. З 2002 по 2005 роки він працював старшим менеджером в СКМ, де курував енергетичний бізнес СКМ до його виділення у самостійну структуру — ДТЕК.

### Управління компанією ДТЕК
Тімченко очолює ДТЕК з моменту її заснування в липні 2005 року. Він сприяв створенню вертикально інтегрованого ланцюжка компаній у складі СКМ. Дочірні компанії ДТЕК працюють у галузях видобутку вугілля, виробництва та розподілу електроенергії, що дозволило компанії подолати глобальну економічну кризу 2008 року. Вертикальна інтеграція забезпечила компанії необхідну фінансову стабільність і можливості для розвитку, навіть в умовах несприятливої ситуації.
На сьогодні ДТЕК є найбільшим приватним інвестором в енергетичному секторі України, а його дочірні підприємства займаються видобутком вугілля та природного газу; виробництвом електроенергії на вітрових, сонячних та теплових електростанціях; торгівлею енергоресурсами на національних та міжнародних ринках; розподілом та постачанням електроенергії споживачам; наданням послуг з енергоефективності клієнтам та розбудовою мережі швидкісних зарядних станцій. У кожній з окремих галузей бізнесу ДТЕК виробничі компанії об'єднані в операційні холдингові компанії. Згідно з даними Deloitte, ДТЕК входить до десятки найбільш динамічних компаній Центральної та Східної Європи.
У 2020 році Тімченко презентував Нову стратегію ДТЕК до 2030 року, засновану на принципах ESG, а також плани та дії щодо трансформації ДТЕК у сучасну цифрову компанію.
ДТЕК є одним із лідерів в Індексі прозорості українських компаній 2020 року.

### ДТЕК під часросійського вторгнення в Україну 2022 року

#### ПроектStop Bloody Energy
З самого початку російського вторгнення у 2022 році, група ДТЕК разом із НАК "Нафтогаз" та "Укренерго" ініціювали проект "Stop Bloody Energy", в межах якого закликали західні компанії припинити співпрацю з Росією в енергетичному секторі. Завдяки цій ініціативі українські компанії прагнули показати міжнародній спільноті, що представники глобального бізнесу все ще продовжують співпрацювати з Росією, попри війну в Україні. На сайті проекту міститься інформація про компанії, які займаються торгівлею газом, вугіллям, нафтосервісом та машинобудуванням.
Японська компанія Komatsu, один із найбільших у світі виробників спеціальної техніки, припинила співпрацю з Росією після того, як її внесли до списку Stop Bloody Energy.
У межах ініціативи "Stop Bloody Energy" на початку травня 2022 року понад 100 українців зібралися біля головного офісу французької компанії Engie з вимогою припинити газові контракти з Росією.
Також активісти з України та Європи в межах ініціативи "Stop Bloody Energy" провели акцію протесту у Давосі під час Всесвітнього економічного форуму проти енергетичного бізнесу, який продовжує працювати в Російській Федерації.

#### Відновлення енергетичної інфраструктури під час війни
З першого дня повномасштабного вторгнення Росії в Україну ДТЕК відновлює мережі, зруйновані обстрілами, і продовжує працювати над відновленням електропостачання. 18 травня 2022 року фахівці ДТЕК повністю відновили електропостачання Київської області, яку було звільнено від російських військ 2 квітня 2022 року. Електроенергія була подана в домівки 260 тисяч сімей у 600 населених пунктах через високовольтні та розподільні мережі, що належать компанії.
Група ДТЕК інвестувала 300 млн гривень у відновлення зруйнованих війною електромереж Київської області. ДТЕК залучив своїх фахівців з Одеської та Дніпропетровської областей для відновлення електропостачання Київської області. Загалом над відновленням електропостачання працювали 1 000 енергетиків з різних регіонів країни.
Енергетики ДТЕК щоденно відновлюють електропостачання в Донецькій області, незважаючи на постійні бойові дії. Загалом, з початку повномасштабної війни енергетики ДТЕК Мережі відновили електропостачання для 13 мільйонів* родин у Київській, Дніпропетровській, Одеській та Донецькій областях. Всеукраїнська програма ремонту мереж та відновлення енергетичної інфраструктури під час війни отримала назву "Ми повертаємо світло".

#### Герої енергетичного фронту
Для підтримки енергосистеми та відновлення енергетичної інфраструктури енергетики та шахтарі ДТЕК працюють в надзвичайно небезпечних умовах — у зоні активних бойових дій, часто під обстрілами — для відновлення електропостачання населенню та видобутку вугілля для країни.
З 24 лютого 2022 року загинули 297 працівників Групи ДТЕК, а 912 осіб отримали поранення. Щоб вшанувати героїчну роботу енергетиків, які щодня ризикують своїм життям, група ДТЕК ініціювала проект "Герої енергетичного фронту". На сайті проекту зібрані історії енергетиків, які продовжують героїчно працювати в умовах воєнного часу.
Також у травні 2022 року Кабінет Міністрів нагородив енергетиків ДТЕК, які працюють в бойових умовах, почесною грамотою "За відвагу". Енергетики ДТЕК Донецьких електромереж були нагороджені почесними грамотами Кабінету Міністрів за особисту мужність та самовіддані дії під час аварійно-відновлювальних робіт на лініях електропередачі, пошкоджених внаслідок бойових дій на Донбасі, та порятунок людей під час війни.
ДТЕК відновлює електропостачання та добуває вугілля під час війни, незважаючи на небезпеку. З лютого 2022 р. загинув 191 співробітник, поранено 571. Для вшанування цих людей ДТЕК створив проєкт «Герої енергетичного фронту». Їхню роботу відзначив уряд України.

#### Гуманітарна допомога та підтримка Збройних Сил України
З початку повномасштабного вторгнення Росії в Україну група ДТЕК закуповує захисне спорядження для військових, медикаменти та продуктові набори для українців, а також підтримує внутрішньо переміщених осіб. Станом на 2022 рік ДТЕК виділив 800 мільйонів гривень на підтримку Збройних Сил України, сил територіальної оборони та гуманітарної допомоги.

#### Безкоштовна електроенергія для лікарень та військових
З початку повномасштабного вторгнення Росії в Україну група ДТЕК надає безкоштовну електроенергію критично важливим інфраструктурним установам, державним і комунальним медичним закладам, військовим та правоохоронним органам. Протягом чотирьох місяців група ДТЕК надала безкоштовну електроенергію на суму 160 мільйонів гривень приблизно 100 установам.
Зокрема: Інститут травматології та ортопедії НАМН України, Дніпропетровська обласна клінічна лікарня імені І.І. Мечникова, Дніпропетровський обласний центр екстреної медицини та медицини катастроф, Курахівська міська лікарня тощо.

#### Лідерство в енергетичному переході України
Група ДТЕК працює з партнерами над переходом України до поствуглецевої енергетичної системи та її розвитком як зеленого енергетичного хабу для Європи. У травні 2023 року Тімченко відкрив Тилігульську вітрову електростанцію біля Чорного моря, яку побудували під час війни, попри її розташування всього за 60 миль (100 км) від окупаційних сил.

## Нагороди
- Входить у топ-10 у рейтингу ТОП-100. Кращі топ-менеджери України 2010 року за версією видавництва "Економіка"[45]
- Кращий топ-менеджер України у номінації "Управління змінами в організації 2010" за версією ТОП-100 рейтингу видавництва "Економіка"
- Кращий топ-менеджер України у категорії "Енергетика 2012-2013" за версією ТОП-100 рейтингу видавництва "Економіка"
- Кращий топ-менеджер України у номінації "Лідер M&A 2013" за версією ТОП-100 рейтингу видавництва "Економіка"
- Входить у топ-10 рейтингу 25 кращих СЕО за версією Forbes Україна[46]
- У 2021 році очолив рейтинг кращих менеджерів України за версією журналу "ТОП 100. Рейтинги найбільших"

## Публікації
- Europe can replace its lost Russian energy supply with this surprising partner (WEF)
- Help Ukraine now, and it could power Europe later (Atlantic Council)
- Ukraine is ready to support the reinvention of European energy security (Euractiv)
- Будущее украинской энергетики. Интервью с Максимом Тимченко, генеральным директором ДТЭК (НВ)
- Інтерв'ю Генерального директора Максима Тімченка РБК-Україна
- Гендиректор ДТЭК Максим Тимченко: Нельзя строить бизнес на лоббировании каких-либо назначений (РБК)
- Crisis on high: The DTEK story, as told by Maxim Timchenko(Kyiv Post)
- Ukraine must work with leading nations to build sustainable energy markets (WEF)
- Maxim Timchenko: Environmental, social and corporate governance — new bedrock for business (Kyiv Post)
- Maxim Timchenko: Energy for new Ukraine (Kyiv Post)